# Ectobius montanus
Ectobius montanus är en kackerlacksart som beskrevs av Costa, A. 1866. Ectobius montanus ingår i släktet Ectobius och familjen småkackerlackor.
Artens utbredningsområde är Italien. Inga underarter finns listade i Catalogue of Life.